# Quimiofobia

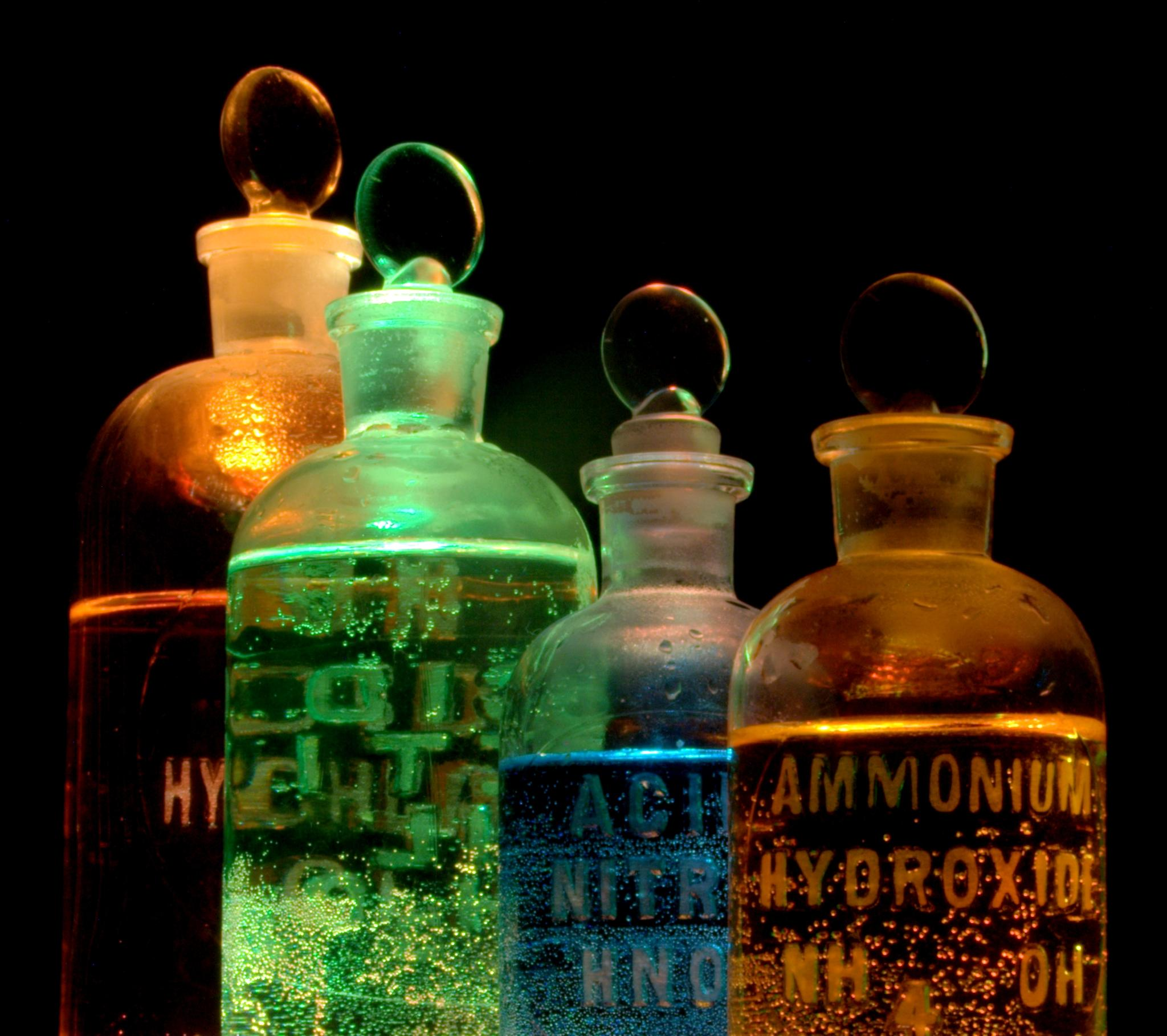
Sustancias químicas en frascos que pueden causar preocupación o miedo en algunas personas.

Quimiofobia (miedo a la química) es una aversión irracional o prejuicio contra sustancias químicas o la química en general. El fenómeno se ha atribuido tanto a una razonable preocupación sobre los posibles efectos adversos de los productos químicos sintéticos, como a un miedo irracional a estas sustancias, debido a conceptos erróneos acerca de su potencial de daño.

## Definición
Existen diferentes opiniones sobre el uso apropiado de la palabra quimiofobia.
La Unión Internacional de Química Pura y Aplicada define quimiofobia como un "miedo irracional a los productos químicos". Según la American Council on Science and Health, la quimiofobia es un miedo a sustancias sintéticas derivadas de "historias de terror" y afirmaciones exageradas sobre sus peligros en los medios de comunicación prevalentes.
A pesar de que contiene el sufijo -phobia, la mayoría de los trabajos escritos sobre la quimiofobia la describen como una aversión no clínica o prejuicio, y no como una fobia en la definición médica estándar. Si bien el tratamiento de fobias se centra generalmente en la terapia, la educación en química y la divulgación en ciencia parecen ser formas eficaces para tratar la quimiofobia.
La profesora de química del Bryn Mawr College, Michelle Francl, en un artículo para la revista Slate dice:

Somos una cultura "quimiofobica". Los productos químicos se han convertido en un sinónimo de algo artificial, adulterado, peligroso o tóxico. Las sustancias químicas son malas, para usted, para sus hijos, para el medio ambiente. Pero como sea que a un "quimiofóbico" le guste pensar, no hay forma de evitar los productos químicos, no hay manera de crear zonas libres de productos químicos. Absolutamente todo está hecho de átomos y moléculas; todo es química.

En cuanto a la percepción del riesgo, para el público general los productos químicos naturales se consideran más seguros que los sintéticos. En consecuencia, la gente teme a los productos químicos "no naturales" o sintetizados por el ser humano, aceptando al mismo tiempo las sustancias químicas naturales que se sabe que son peligrosas o venenosas.

## Causas y efectos
El profesor de química Pierre Laszlo escribe que, históricamente, las sustancias químicas han causado quimiofobia en la población en general, y considera que tiene sus raíces tanto en ideas irracionales como en preocupaciones genuinas (casos como la guerra química o desastres industriales como el desastre de Bhopal).
Philip Abelson argumenta que la práctica de administrar grandes dosis de distintas sustancias a animales en experimentos de laboratorio sobre potencial carcinogénico, ha llevado a la quimiofobia pública aumentando los temores injustificados sobre el efecto de estas sustancias en los seres humanos.